# Libera Università Maria Santissima Assunta (Roma)

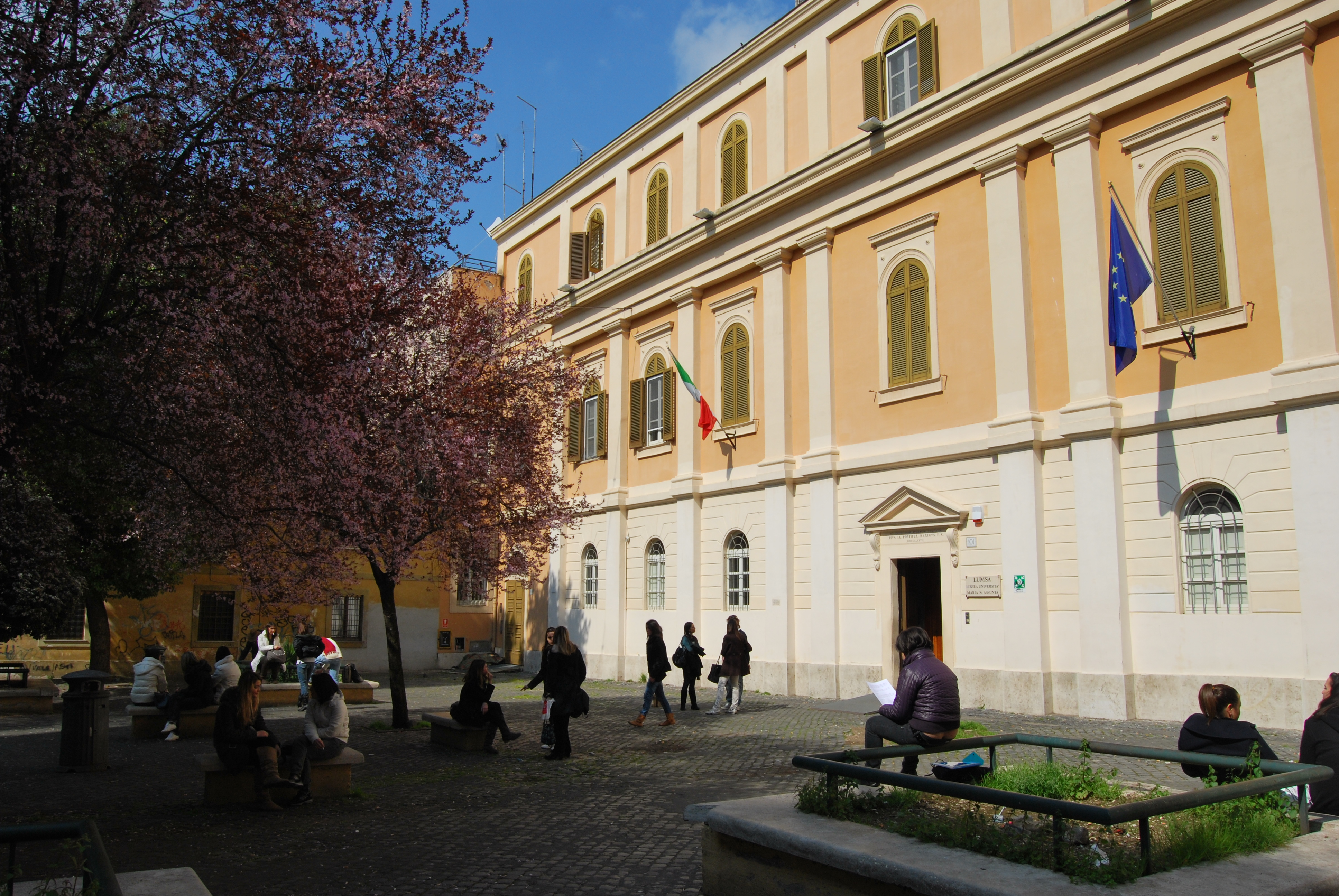
Fachada na Piazza delle Vaschette.

Libera Università Maria Santissima Assunta, conhecida também apenas como LUMSA, é uma universidade particular italiana de inspiração católica que fica localizada na Piazza delle Vaschette, no rione Borgo de Roma.

## História
O edifício onde fica a sede da LUMSA ocupa todo o lado norte e as laterais da pequena Piazza delle Vaschette. Ele foi construído em 1859 por Andrea Busiri Vici para o papa Pio IX, que estabeleceu ali a ala feminina da Scuola Pontificia Pio IX (a masculina ficava no Vicolo del Farinone), conhecida como Scuolla delle Fanciulle ("Escola das Meninas"). Em 1939, foi fundado ali uma escola de magistério graças aos esforços de Luigia Tincani, que dedicou sua vida à realização de muitas iniciativas de formação e apostolado na escola antiga. Anos antes, em 1923, o papa Pio XI havia dado aos seguidores dela o nome de Missionarie della Scuola e nomeou Ticani a primeira superiora-geral. Em 1939, com a ajuda do papa Pio XII e a colaboração do cardeal Giuseppe Pizzardo, Tincani criou o Istituto Superiore di Magistero Maria Santissima Assunta, que se transformou, em 1989, na Libera Università Maria Santissima Assunta.

## Cappella della Scuola delle Fanciulle
No interior do edifício há uma pequena capela particular construída em 1859. É conhecida também como Cappella delle Vaschette.